# Dreifaltigkeitsbildstock (Meßbach)

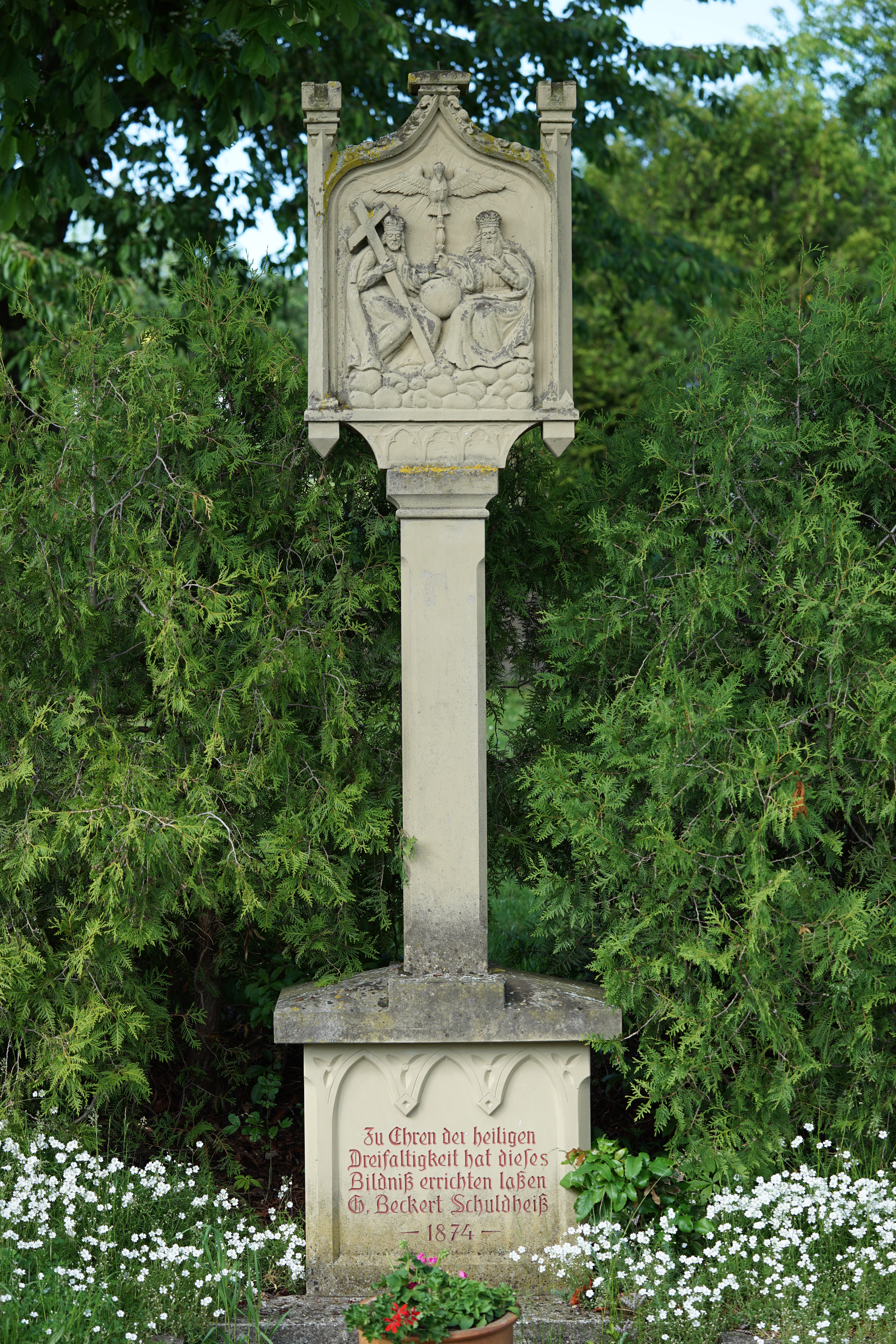
Dreifaltigkeitsbildstock von 1874 in Meßbach

Der Dreifaltigkeitsbildstock von 1874 in Meßbach, einem Ortsteil der Gemeinde Dörzbach im baden-württembergischen Hohenlohekreis, steht an der Siedlungsstraße/Ecke Am Tannenwald. Der Bildstock ist ein Kulturdenkmal.

## Beschreibung

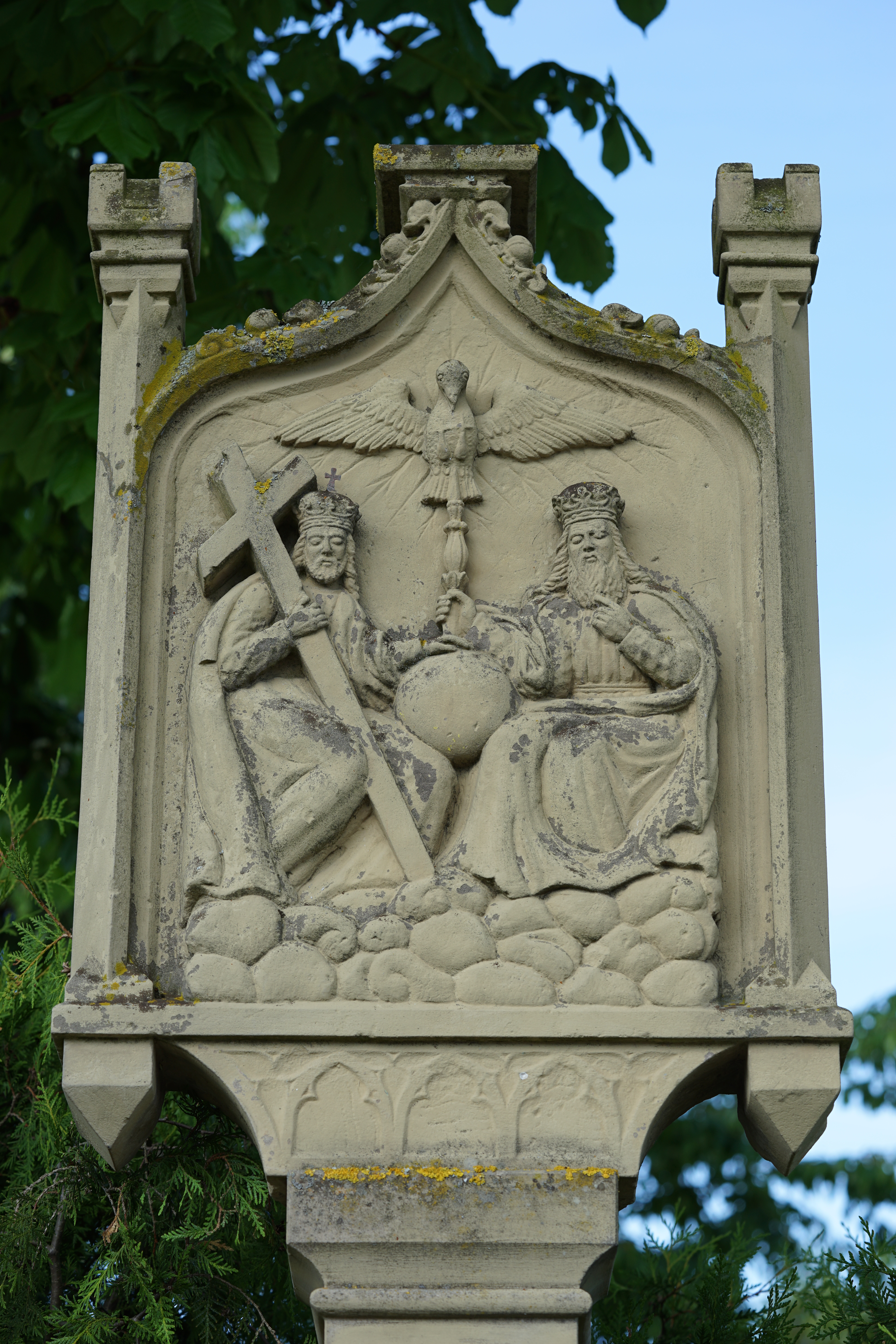
Details

Der Bildstock (Bildstock Nr: 235025) aus Sandstein mit Sockel und Dreifaltigkeits-Relief auf einem Pfeiler trägt folgende Stifterinschrift:

„Zu Ehren der heiligen

Dreifaltigkeit hat dieses

Bildniß errichten laßen

G. Beckert Schuldheiß

– 1874 –“

Das Dreifaltigkeits-Relief zeigt Gottvater (rechts), Jesus Christus als Sohn mit Kreuz (links) sowie den Heiligen Geist, dargestellt in Form einer Taube (oben mittig). Vater und Sohn sind gekrönt dargestellt und ihre Hände berühren sich mittig über einer Kugel. Der Vater hält dabei ein Zepter in der Hand, das mit der Taube verbunden ist. Von der Taube gehen Strahlen in alle Richtungen aus.